# Astyages
Astyages (được Herodotos viết là Ἀστυάγης - Astyages; Ctesias viết là Astyigas; Diodorus Siculus viết là Aspadas; Tiếng Akkad: Ištumegu; Tiếng Kurd: Azhdihak hoặc Ajdihak, tiếng Ba Tư: ایشتوویگو (Ištovigu)), là vị vua cuối cùng của Đế quốc Media theo ghi nhận của nhà sử học Herodotos, trị vì từ năm 585 TCN cho đến năm 550 TCN, ông là con trai của vua Cyaxares. Vào năm 554 TCN, nhân dân Ba Tư do vua Cyrus Đại Đế thống lĩnh đã vùng lên khởi nghĩa chống "thiên triều" Media, hạ bệ được vua Astyages và xây dựng nước Ba Tư độc lập.
Theo ghi nhận của nhà sử học Xenophon thì con trai ông là vua Cyaxares II lên kế vị ông khi vua Cyrus Đại Đế chinh phạt Đế quốc Babylon, khác với Herodotos cho rằng Đế quốc Media cáo chung sau khi ông mất ngôi. Tên của ông được chuyển hóa từ Rishti Vaiga trong tiếng Iran cổ đại.

## Triều đại
Vua Astyages lên nối ngôi vua cha vào năm 585 TCN, sau trận đánh lớn tại Pteria (Trận Halys?) - trận chiến dẫn tới sự kết thúc của cuộc chiến giữa Đế quốc Lydia và Đế quốc Media. Ông thừa hưởng một đế quốc rộng lớn, và thiết lập liên minh với anh vợ là vua Kroisos nước Lydia và em rể vua Nebuchadnezzar II nước Babylon; Công chúa Amytis - em gái của vua Astyages - đã cưới vua Nebuchadnezzar II và được vị vua Babylon này ban tặng Vườn treo Babylon cho.
Vua Astyages cưới Công chúa Aryenis, em gái của Quốc vương Lydia là Kroisos để nhấn mạnh Hòa ước giữa hai đế quốc; cuối năm 585 TCN, sau khi vua cha Cyaxares qua đời, ông lên nối ngôi Quốc vương Media. Hình như Hoàng hậu Aryenis đã sinh hạ cho ông một cô Công chúa Amytis (trùng tên với Hoàng hậu Amytis của Quốc vương Nebuchadnezzar II ở phía trên?), kết hôn với vua Cyrus Đại Đế. Nhưng theo ghi nhận của Xenophon, ông có một người con trai tên là Cyaxares - tức vua Darius người Media, đã gả con gái cho vua Cyrus Đại Đế sau này.
Dưới triều vua Astyages, Đế quốc Media trở nên ổn định và một tôn giáo do một nhà tiên tri sáng lập và trỗi dậy ở phương Đông - Bái Hỏa giáo - phát triển trên khắp đế quốc, trong những năm tháng vua Kroisos bảo trợ những nhà triết học kiệt xuất ở phương Tây (Thales, Solon, Aesop, v.v...) còn vua Nebuchadnezzar II thì lao đầu vào việc đưa kinh đô Babylon trở thành một thành phố vĩ đại nhất mà cả thế giới chưa từng thấy.